# 1879
1879 (MDCCCLXXIX) fue un año común comenzado en miércoles según el calendario gregoriano.

## Acontecimientos

### Enero
- 22 de enero: 
  - Batalla de Isandhlwana entre tropas británicas y guerreros zulúes por el control de Suazilandia.
  - Batalla de Rorke's Drift entre Ejército Británico y guerreros zulúes por el control de Suazilandia.

### Febrero
- 14 de febrero: en la ciudad de Antofagasta ―en ese entonces un puerto boliviano―, tropas chilenas ocupan la ciudad. Se inician así las acciones bélicas de la Guerra del Pacífico.
- 27 de febrero: Cesáreo Guillermo inicia su segundo mandato como presidente de la República Dominicana hasta el 6 de diciembre del mismo año.

### Marzo
- 1 de marzo: 
  - En España entra en funcionamiento el primer tranvía de vapor entre Barcelona y San Andrés de Palomar.
  - Bolivia le declara la guerra a Chile, se inicia la Guerra del Pacífico.
- 3 de marzo: en España sucede la primera crisis total de Gobierno del reinado de Alfonso XII. Cesa Cánovas y le sustituye Martínez Campos.
- 23 de marzo: Guerra del Pacífico: Combate de Calama, primer enfrentamiento armado de la guerra.

### Abril
- 5 de abril: Chile le declara la guerra a Bolivia y a Perú. Se inicia oficialmente la guerra del Pacífico.
- 8 de abril: en el norte de Argentina, el teniente coronel Luis Jorge Fontana, funda la ciudad de Formosa.
- 15 de abril: en Hornos de Cal (en la provincia cubana de Sancti Spíritus) se produce la Protesta del Jarao contra el Pacto del Zanjón, guiada por el general Ramón Leocadio Bonachea.
- 29 de abril: desde la localidad de Carhué parten 1900 soldados y alrededor de 100 indígenas aliados hacia la Patagonia; inicia formalmente la Conquista del Desierto.

### Mayo
- 1 de mayo: en Maracaibo, Venezuela, se publica la primera edición del Diario El Fonógrafo, el periódico más importante de Venezuela hasta 1917, año de su clausura por el dictador Juan Vicente Gómez.
- 2 de mayo: en España, Pablo Iglesias funda el PSOE (Partido Socialista Obrero Español). Será legalizado en 1881.
- 21 de mayo: Combates navales de Iquique y de Punta Gruesa durante la Guerra del Pacífico. Resultan hundidas la corbeta chilena Esmeralda (a manos del monitor Huáscar), y la fragata peruana Independencia (encalló a la altura de la península de Punta Gruesa mientras perseguía a la  goleta Covadonga). Además, en Iquique resulta muerto el capitán Arturo Prat, volviéndose héroe nacional chileno.

### Junio
- 30 de junio: en la isla de Mindanao se registra un terremoto de 7,4 que causa graves daños sin dejar víctimas.

### Julio
- 1 de julio: en la provincia de Gansu (China) un terremoto de 8,0 deja un saldo de 22.000 muertos.

### Agosto
- El 19 de agosto de 1879, la localidad de Santa Rosa (Uruguay) fue declarada pueblo.

### Septiembre
- 15 de septiembre: en San Salvador, ciudad capital de El Salvador, es cantado por primera vez en una ceremonia oficial el actual Himno Nacional de ese país.

### Octubre
- 8 de octubre: Combate Naval de Angamos que enfrentó a la Marina de Guerra del Perú y a la Armada de Chile, en el Pacífico Sur frente a Punta Angamos. Con la consecuente captura del mejor navío peruano Monitor Huáscar por buques de guerra de la Armada de Chile. Provocó también la muerte del Almirante Miguel Grau y dio un paso decisivo para la victoria de la República de Chile en la Guerra del Pacífico.
- 15 de octubre: Riada de Santa Teresa, en el río Segura que alcanza un caudal de 1.890 m³/s en Murcia y ocasiona graves destrozos en el valle del Guadalentín, Huerta de Murcia y Vega Baja. En la cabecera del Guadalentín se estima que cayeron 600 mm/h
- 21 de octubre: Thomas Alva Edison mostró por primera vez la lámpara eléctrica con una bombilla que estuvo encendida durante 48 horas.
- Octubre Kabul es conquistada por tropas británicas.

### Noviembre
- 2 de noviembre: Guerra del Pacífico: Desembarco y combate de Pisagua, El primer desembarco anfibio moderno de la historia, se produce en territorio peruano por fuerzas chilenas. El puerto, defendido por 3000 aliados es tomado al asalto por 2000 chilenos.
- 19 de noviembre: Guerra del Pacífico: Batalla de Dolores, Se enfrentan 10000 hombres del ejército aliado contra 6000 soldados chilenos en los cerros que circundan los pozos de agua de Dolores, siendo la victoria para estos últimos después de 5 horas de combate.
- 23 de noviembre: Guerra del Pacífico: Rendición de Iquique, El puerto peruano de Iquique, abandonado por sus autoridades, se rinde ante la Armada de Chile, siendo ocupado por personal de marinería de los buques que realizaban el bloqueo.
- 27 de noviembre: Guerra del Pacífico: Batalla de Tarapacá, enfrentamiento armado terrestre entre 6000 peruanos y 2000 chilenos, con victoria de los primeros, perdiendo los últimos el 70% de su fuerza.
- 29 de noviembre: En España, el rey Alfonso XII contrae matrimonio por segunda vez, tras el fallecimiento de María de las Mercedes de Orleans. Se casa con María Cristina de Habsburgo-Lorena, con quien tendrá a su heredero, Alfonso XIII.

### Diciembre
- 6 de diciembre: finaliza el segundo periodo de Cesáreo Guillermo como presidente de la República Dominicana.
- 21 de diciembre: El New York Herald anuncia que Edison ha inventado el alumbrado por electricidad.

### Fechas desconocidas
- Descubrimiento de las pinturas de la Cueva de Altamira por María Sautuola y Marcelino Sanz de Sautuola, cerca de Santillana del Mar, Cantabria, España.
- 30 de diciembre: Francisco Otero González dispara contra los reyes de España Alfonso XII y María Cristina.

Sin fecha exacta
- En Matanzas (Cuba), el músico Miguel Faílde crea el baile nacional de Cuba: el danzón.
- En Argentina el ejército comienza la Conquista del desierto.

## Arte y literatura
- Max Liebermann: Jesús entre los escribas.
- Fiódor Dostoyevski: Los hermanos Karamázov.
- William Adolphe Bouguereau: El nacimiento de Venus.
- Henrik Ibsen: Casa de Muñecas.
- José Hernández: La vuelta de Martín Fierro.

## Ciencia y tecnología
- En Chicago (Estados Unidos) se inaugura el primer edificio alto de estructura metálica.
- Lars Fredrik Nilson descubre el escandio.
- Thomas Alva Edison inventa el dinamo para alumbrado por incandescencia.
- Siemens: locomotora eléctrica.
- John Anderson describe por primera vez el rorcual tropical o rorcual enano (Balaenóptera edeni).
- Wilhelm Wundt Crea el primer laboratorio de psicología, separando la psicología como ciencia independiente.

## Música
- Franz von Suppé: Boccaccio (opereta).

## Nacimientos

### Enero
- 1 de enero: Edward Morgan Forster, novelista y ensayista británico (f. 1970).
- 1 de enero: William Fox, productor de cine estadounidense (f. 1952).
- 11 de enero: Charles Yu Hsingling, diplomático e ingeniero chino (f. desconocido).
- 22 de enero: Francis Picabia, poeta y pintor francés (f. 1953).

### Febrero
- 13 de febrero: Emilio Herrera Linares, militar, científico y político español (f. 1967).
- 19 de febrero: Ángel Cabrera Latorre, paleontólogo y zoólogo argentino de origen español (f. 1960).

### Marzo

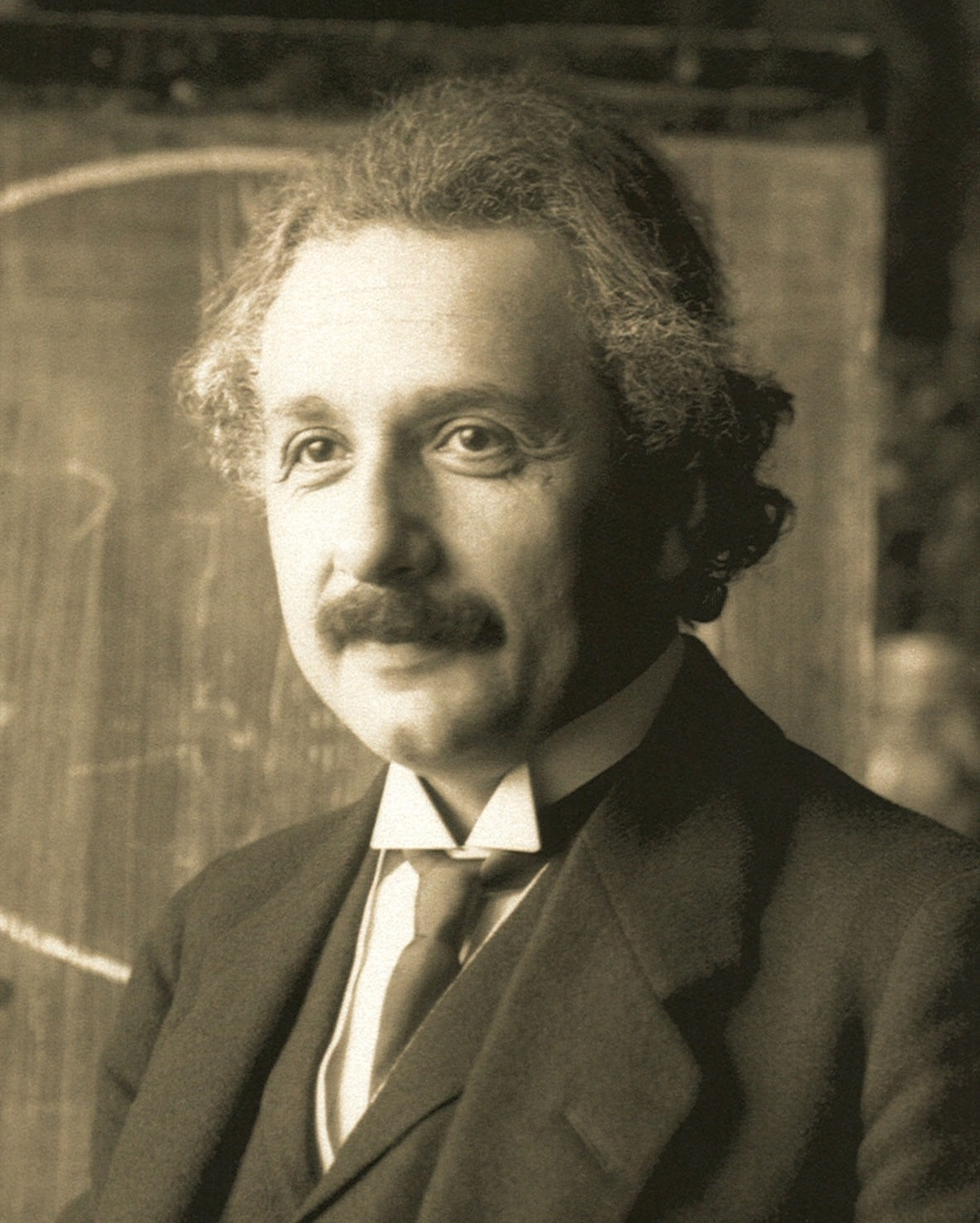
Albert Einstein.

- 1 de marzo: Robert Daniel Carmichael, matemático estadounidense (f. 1967).
- 8 de marzo: Otto Hahn, químico alemán, premio nobel de química (f. 1968).
- 13 de marzo: Alfredo Kindelán, militar y aviador español (f. 1962).
- 14 de marzo: Albert Einstein, físico germano-estadounidense, premio nobel de física (f. 1955).
- 17 de marzo: Walter Kirchhoff, tenor alemán (f. 1951).
- 18 de marzo: Carlos Alberto Imery, pintor y profesor de artes gráficas salvadoreño (f. 1949).

### Abril
- 8 de abril: Arturo Mundet, empresario español radicado en México (f. 1965).
- 26 de abril: Owen Willans Richardson, físico británico, premio nobel de física en 1928 (f. 1959).

### Mayo
- 16 de mayo: Edith Buemann, actriz cinematográfica danesa (f. 1968).
- 27 de mayo: Karl Bühler, filósofo, lingüista y pedagogo alemán (f. 1963).
- 28 de mayo: Vanessa Bell, pintora e interiorista británica (f. 1961).

### Junio
- 12 de junio: Juan E. O'Leary, periodista, historiador, político, poeta y ensayista paraguayo (f. 1969).
- 14 de junio: Charles H. Lankester, naturalista costarricense de origen británico (f. 1969).

### Julio
- 9 de julio: Ottorino Respighi, compositor, director de orquesta y musicólogo italiano (f. 1936).
- 9 de julio: Carlos Chagas, médico brasileño (f. 1934).
- 15 de julio: Alcides Arguedas, escritor, político e historiador boliviano (f. 1946).
- 28 de julio: Gabriel Miró, escritor español (f. 1930).

### Agosto
- 8 de agosto: Robert Holbrook Smith, cofundador de Alcohólicos Anónimos (f. 1950).
- 8 de agosto: Emiliano Zapata, revolucionario mexicano (f. 1919).
- 26 de agosto: Camerino Z. Mendoza, revolucionario mexicano (f. 1913).
- 27 de agosto: Cecilio Ocón, militar, político y empresario mexicano (f. 1948).

### Septiembre
- 6 de septiembre: Joseph Wirth, canciller de Alemania (f. 1956).
- 21 de septiembre: Pedro Manini Ríos, político uruguayo (f. 1958).
- 23 de septiembre: Carlos Greene, militar mexicano (f. 1924).

### Octubre
- 9 de octubre: Max von Laue, físico alemán, premio nobel de física en 1914 (f. 1960).
- 15 de octubre: Tomás Meabe, político español (f. 1915).
- 29 de octubre: Franz von Papen, político y diplomático alemán (f. 1969).

### Noviembre
- 7 de noviembre: León Trotski, revolucionario ruso (f. 1940).
- 13 de noviembre: Antonio Ramón Ramón, anarquista español (f. 1924).
- 14 de noviembre: Antonio Escobar, militar español (f. 1940).
- 29 de noviembre: Mateo Morral, anarquista español (f. 1906).

### Diciembre
- 3 de diciembre: Pérola Byington, filántropa y activista social brasileña (f. 1963).
- 4 de diciembre: Kafū Nagai, escritor japonés (f. 1959).
- 9 de diciembre: Erwin Popper, médico pediatra austríaco, uno de los tres descubridores del virus de la polio (f. 1955).
- 18 de diciembre: Paul Klee, pintor suizo (f. 1940).
- 30 de diciembre: Ramana Maharshi, místico hindú (advaita) (f. 1950).

## Fallecimientos
- 8 de enero: Baldomero Espartero, militar y político liberal español, Regente durante la minoría de edad de Isabel II (n. 1793).
- 16 de enero: Lorenzo Salvi, tenor italiano (n. 1810).
- 23 de febrero: Albrecht Graf von Roon, militar prusiano (n. 1803).
- 13 de marzo: Adolf Anderssen, ajedrecista alemán (n. 1818).
- 17 de marzo: Ludwig Reichenbach, botánico y ornitólogo alemán (n. 1793).
- 23 de marzo: Eduardo Abaroa, empresario boliviano, uno de los mayores héroes de su país (n. 1838).
- 30 de marzo: Teodoro Cottrau, compositor italiano.
- 16 de abril: Peter Kozler, cartógrafo, activista e industrial esloveno (n. 1824).
- 16 de abril: Bernadette Soubirous, religiosa francesa.
- 21 de mayo: Arturo Prat, héroe naval chileno (n. 1848).
- 17 de septiembre: Eugène Viollet-le-Duc, arquitecto francés (n. 1814).
- 8 de octubre: Miguel Grau, militar y héroe peruano (n. 1834).
- 24 de octubre: José Pedro Varela, sociólogo, periodista y político uruguayo (n. 1845).
- 5 de noviembre: James Clerk Maxwell, físico británico (n. 1831).
- 27 de noviembre: Eleuterio Ramírez Molina, militar chileno (n. 1836).
- 29 de diciembre: Manuel de Araújo Porto-Alegre, poeta, dramaturgo, pintor, urbanista y diplomático brasileño (n. 1806).